# Championnat du monde de vitesse moto 1964
Navigation
Édition précédente Édition suivante
Le Championnat du monde de vitesse moto 1964 est la seizième saison de vitesse moto organisée par la FIM.

Ce championnat comporte douze courses de Grand Prix, pour cinq catégories : 500 cm3, 350 cm3, 250 cm3, 125 cm3 et 50 cm3.

## Attribution des points
Les points du championnat sont attribués aux six premiers de chaque course :
- Premier : 8 points
- Second : 6 points
- Troisième : 4 points
- Quatrième : 3 points
- Cinquième : 2 points
- Sixième : 1 point

## Grands Prix
| N° | Course                            | Lieu             | Vainqueur 50 cm³     | Vainqueur 125 cm³ | Vainqueur 250 cm³ | Vainqueur 350 cm³ | Vainqueur 500 cm³ | Résultat |
| -- | --------------------------------- | ---------------- | -------------------- | ----------------- | ----------------- | ----------------- | ----------------- | -------- |
| 1  | Grand Prix des États-Unis         | Daytona          | Hugh Anderson        | Hugh Anderson     | Alan Shepherd     |                   | Mike Hailwood     | Résultat |
| 2  | Grand Prix d'Espagne              | Montjuïc         | Hans-Georg Anscheidt | Luigi Taveri      | Tarquinio Provini |                   |                   | Résultat |
| 3  | Grand Prix de France              | Clermont-Ferrand | Hugh Anderson        | Luigi Taveri      | Phil Read         |                   |                   | Résultat |
| 4  | Tourist Trophy                    | Île de Man       | Hugh Anderson        | Luigi Taveri      | Jim Redman        | Jim Redman        | Mike Hailwood     | Résultat |
| 5  | Grand Prix des Pays-Bas           | Assen            | Ralph Bryans         | Jim Redman        | Jim Redman        | Jim Redman        | Mike Hailwood     | Résultat |
| 6  | Grand Prix de Belgique            | Spa              | Ralph Bryans         | Michael Duff      |                   |                   | Mike Hailwood     | Résultat |
| 7  | Grand Prix d'Allemagne de l'Ouest | Solitude         | Ralph Bryans         | Jim Redman        | Phil Read         | Jim Redman        | Mike Hailwood     | Résultat |
| 8  | Grand Prix d'Allemagne de l'Est   | Sachsen          |                      | Hugh Anderson     | Phil Read         | Jim Redman        | Mike Hailwood     | Résultat |
| 9  | Grand Prix d'Ulster               | Dundrod          |                      | Hugh Anderson     | Phil Read         | Jim Redman        | Phil Read         | Résultat |
| 10 | Grand Prix de Finlande            | Imatra           | Hugh Anderson        | Luigi Taveri      |                   | Jim Redman        | Jack Ahearn       | Résultat |
| 11 | Grand Prix des Nations            | Monza            |                      | Luigi Taveri      | Phil Read         | Jim Redman        | Mike Hailwood     | Résultat |
| 12 | Grand Prix du Japon               | Suzuka           | Ralph Bryans         | Ernst Degner      | Jim Redman        | Jim Redman        |                   | Résultat |

## Résultats de la saison

### Championnat 1964 catégorie 500 cm³
| Clas. | Pilote               | Pays                 | Constructeur       | Points | Victoires |
| ----- | -------------------- | -------------------- | ------------------ | ------ | --------- |
| 1     | Mike Hailwood        | Royaume-Uni          | MV Agusta          | 40     | 7         |
| 2     | Jack Ahearn          | Australie            | Norton             | 25     | 1         |
| 3     | Phil Read            | Royaume-Uni          | Matchless / Norton | 25     | 1         |
| 4     | Michael Duff         | Canada               | Matchless          | 18     | 0         |
| 5     | Paddy Driver         | Afrique du Sud       | Matchless          | 16     | 0         |
| 6     | Fred Stevens         | Royaume-Uni          | Matchless          | 8      | 0         |
| 7     | Gyula Marsovsky      | Suisse               | Matchless          | 7      | 0         |
| 8     | Derek Minter         | Royaume-Uni          | Norton             | 6      | 0         |
| =     | Derek Woodman        | Royaume-Uni          | Matchless          | 6      | 0         |
| =     | Remo Venturi         | Italie               | Bianchi            | 6      | 0         |
| =     | Nicolaï Sevostianov  | Union soviétique     | CKEB C560          | 6      | 0         |
| =     | Dick Creith          | Royaume-Uni          | Norton             | 6      | 0         |
| =     | Benedicto Caldarella | Argentine            | Gilera             | 6      | 0         |
| 14    | John Hartle          | Royaume-Uni          | Norton             | 4      | 0         |
| =     | Jack Findlay         | Australie            | Matchless          | 4      | 0         |
| 16    | Robin Fitton         | Royaume-Uni          | Norton             | 3      | 0         |
| 17    | Griff Jenkins        | Royaume-Uni          | Norton             | 2      | 0         |
| =     | Morrie Low           | Nouvelle-Zélande     | Norton             | 2      | 0         |
| =     | Chris Conn           | Royaume-Uni          | Norton             | 2      | 0         |
| 20    | Buddy Parriott       | États-Unis           | Norton             | 1      | 0         |
| =     | Billy McCosh         | Royaume-Uni          | Matchless          | 1      | 0         |
| =     | Lewis Young          | Royaume-Uni          | Matchless          | 1      | 0         |
| =     | Walter Scheimann     | Allemagne de l'Ouest | Norton             | 1      | 0         |

### Championnat 1964 catégorie 350 cm³
| Clas. | Pilote            | Pays             | Constructeur    | Points | Victoires |
| ----- | ----------------- | ---------------- | --------------- | ------ | --------- |
| 1     | Jim Redman        | Rhodésie         | Honda           | 40     | 8         |
| 2     | Bruce Beale       | Rhodésie         | Honda           | 24     | 0         |
| 3     | Michael Duff      | Canada           | AJS             | 20     | 0         |
| 4     | Mike Hailwood     | Royaume-Uni      | MV Agusta / MZ  | 12     | 0         |
| 5     | Gustav Havel      | Tchécoslovaquie  | Jawa            | 10     | 0         |
| 6     | Phil Read         | Royaume-Uni      | AJS             | 6      | 0         |
| 7     | Paddy Driver      | Afrique du Sud   | AJS             | 5      | 0         |
| 8     | Remo Venturi      | Italie           | Bianchi         | 4      | 0         |
| =     | Endel Kiisa       | Union soviétique | CKEB C364 Vost. | 4      | 0         |
| =     | Stanislav Malina  | Tchécoslovaquie  | CZ              | 4      | 0         |
| =     | Isamu Kasuya      | Japon            | Honda           | 4      | 0         |
| 12    | Derek Minter      | Royaume-Uni      | Norton          | 4      | 0         |
| 13    | Gilberto Milani   | Italie           | Aermacchi       | 3      | 0         |
| =     | Alan Shepherd     | Royaume-Uni      | MZ              | 3      | 0         |
| =     | Renzo Pasolini    | Italie           | Aermacchi       | 3      | 0         |
| =     | Isao Yamashita    | Japon            | Honda           | 3      | 0         |
| 17    | Derek Woodman     | Royaume-Uni      | AJS             | 3      | 0         |
| =     | Vernon Cottle     | Royaume-Uni      | AJS             | 3      | 0         |
| 19    | Chris Conn        | Royaume-Uni      | Norton          | 2      | 0         |
| =     | Kuniomi Nagamatsu | Japon            | Honda           | 2      | 0         |
| =     | Fred Stevens      | Royaume-Uni      | AJS             | 2      | 0         |
| 22    | Joe Dunphy        | Royaume-Uni      | Norton          | 1      | 0         |
| =     | Jack Ahearn       | Australie        | Norton          | 1      | 0         |

### Championnat 1964 catégorie 250 cm³
| Clas. | Pilote            | Pays               | Constructeur | Points | Victoires |
| ----- | ----------------- | ------------------ | ------------ | ------ | --------- |
| 1     | Phil Read         | Royaume-Uni        | Yamaha       | 46     | 5         |
| 2     | Jim Redman        | Rhodésie           | Honda        | 42     | 3         |
| 3     | Alan Shepherd     | Royaume-Uni        | MZ           | 23     | 1         |
| 4     | Michael Duff      | Canada             | Yamaha       | 20     | 1         |
| 5     | Tarquinio Provini | Italie             | Benelli      | 15     | 1         |
| 6     | Luigi Taveri      | Suisse             | Honda        | 11     | 0         |
| 7     | Isamu Kasuya      | Japon              | Honda        | 10     | 0         |
| 8     | Bruce Beale       | Rhodésie           | Honda        | 9      | 0         |
| 9     | Tommy Robb        | Royaume-Uni        | Yamaha       | 7      | 0         |
| 10    | Ron Grant         | États-Unis         | Parilla      | 6      | 0         |
| 11    | Alberto Pagani    | Italie             | Paton        | 6      | 0         |
| 12    | Giacomo Agostini  | Italie             | Moto Morini  | 6      | 0         |
| 13    | Bert Schneider    | Autriche           | Suzuki       | 5      | 0         |
| 14    | Bob Gehring       | États-Unis         | Bultaco      | 4      | 0         |
| =     | Ralph Bryans      | Royaume-Uni        | Honda        | 4      | 0         |
| =     | Hiroshi Hasegawa  | Japon              | Yamaha       | 4      | 0         |
| 17    | Gilberto Milani   | Italie             | Aermacchi    | 4      | 0         |
| 18    | George Rockett    | États-Unis         | Ducati       | 3      | 0         |
| =     | Stanislav Malina  | Tchécoslovaquie    | CZ           | 3      | 0         |
| 20    | Joe Dunphy        | Royaume-Uni        | Greeves      | 2      | 0         |
| =     | Hugh Anderson     | Nouvelle-Zélande   | Suzuki       | 2      | 0         |
| =     | Ernst Weiss       | Suisse             | Honda        | 2      | 0         |
| =     | Roy Boughey       | Royaume-Uni        | Yamaha       | 2      | 0         |
| =     | Mike Hailwood     | Royaume-Uni        | MZ           | 2      | 0         |
| 25    | Douglas Brown     | États-Unis         | Ducati       | 1      | 0         |
| =     | Jorge Sirera      | Espagne            | Montesa      | 1      | 0         |
| =     | Roger Mailles     | France             | Morini       | 1      | 0         |
| =     | Clive Hunt        | Royaume-Uni        | Aermacchi    | 1      | 0         |
| =     | Wolfgang Gast     | Allemagne de l'Est | MZ           | 1      | 0         |

### Championnat 1964 catégorie 125 cm³
| Clas. | Pilote               | Pays                 | Constructeur | Points | Victoires |
| ----- | -------------------- | -------------------- | ------------ | ------ | --------- |
| 1     | Luigi Taveri         | Suisse               | Honda        | 46     | 5         |
| 2     | Jim Redman           | Rhodésie             | Honda        | 36     | 2         |
| 3     | Hugh Anderson        | Nouvelle-Zélande     | Suzuki       | 34     | 3         |
| 4     | Bert Schneider       | Autriche             | Suzuki       | 22     | 0         |
| 5     | Ralph Bryans         | Royaume-Uni          | Honda        | 21     | 0         |
| 6     | Ernst Degner         | Allemagne de l'Ouest | Suzuki       | 12     | 1         |
| 7     | Frank Perris         | Royaume-Uni          | Suzuki       | 10     | 0         |
| 8     | Mitsuo Itoh          | Japon                | Suzuki       | 6      | 0         |
| =     | Phil Read            | Royaume-Uni          | Yamaha       | 6      | 0         |
| 10    | Walter Scheimann     | Allemagne de l'Ouest | Honda        | 6      | 0         |
| 11    | Rex Avery            | Royaume-Uni          | EMC          | 4      | 0         |
| =     | Yoshimi Katayama     | Japon                | Suzuki       | 4      | 0         |
| 13    | Jean-Pierre Beltoise | France               | Bultaco      | 4      | 0         |
| 14    | Isao Morishita       | Japon                | Suzuki       | 3      | 0         |
| =     | Kunimitsu Takahashi  | Japon                | Honda        | 3      | 0         |
| =     | Stanislav Malina     | Tchécoslovaquie      | ČZ           | 3      | 0         |
| =     | Heinz Rosner         | Allemagne de l'Est   | MZ           | 3      | 0         |
| =     | Teisuke Tanaka       | Japon                | Suzuki       | 3      | 0         |
| 19    | Richard Thomas       | Allemagne de l'Ouest | Honda        | 2      | 0         |
| =     | Friedhelm Kohlar     | Allemagne de l'Est   | MZ           | 2      | 0         |
| =     | Klaus Einderlein     | Allemagne de l'Est   | MZ           | 2      | 0         |
| =     | Irokori Matsushima   | Japon                | Yamaha       | 2      | 0         |
| 23    | Bruce Beale          | Rhodésie             | Honda        | 2      | 0         |
| 24    | Gary Dickinson       | Royaume-Uni          | Honda        | 1      | 0         |
| =     | Chris Vincent        | Royaume-Uni          | Honda        | 1      | 0         |
| =     | Roland Föll          | Allemagne de l'Ouest | Honda        | 1      | 0         |
| =     | Peter Eser           | Allemagne de l'Ouest | Honda        | 1      | 0         |
| =     | Ramón Torras         | Espagne              | Bultaco      | 1      | 0         |
| =     | Dieter Krumpholz     | Allemagne de l'Est   | MZ           | 1      | 0         |
| =     | Akiyasu Motohashi    | Japon                | Yamaha       | 1      | 0         |

### Championnat 1964 catégorie 50 cm³
| Clas. | Pilote               | Pays                 | Constructeur | Points | Victoires |
| ----- | -------------------- | -------------------- | ------------ | ------ | --------- |
| 1     | Hugh Anderson        | Nouvelle-Zélande     | Suzuki       | 38     | 4         |
| 2     | Ralph Bryans         | Royaume-Uni          | Honda        | 30     | 3         |
| 3     | Hans-Georg Anscheidt | Allemagne de l'Ouest | Kreidler     | 29     | 1         |
| 4     | Isao Morishita       | Japon                | Suzuki       | 25     | 0         |
| 5     | Mitsuo Itoh          | Japon                | Suzuki       | 19     | 0         |
| 6     | Jean-Pierre Beltoise | France               | Kreidler     | 6      | 0         |
| 7     | Luigi Taveri         | Suisse               | Honda        | 5      | 0         |
| 8     | José Busquets        | Espagne              | Derbi        | 3      | 0         |
| 9     | Rudolf Kunz          | Allemagne de l'Ouest | Kreidler     | 3      | 0         |
| 10    | Ángel Nieto          | Espagne              | Derbi        | 2      | 0         |
| =     | Cees van Dongen      | Pays-Bas             | Kreidler     | 2      | 0         |
| =     | Peter Eser           | Allemagne de l'Ouest | Honda        | 2      | 0         |
| 13    | Lee Allen            | États-Unis           | Ducati       | 1      | 0         |
| =     | Tarquinio Provini    | Italie               | Kreidler     | 1      | 0         |
| =     | Naomi Taniguchi      | Japon                | Honda        | 1      | 0         |
| 15    | Albert Beirle        | Allemagne de l'Ouest | Kreidler     | 1      | 0         |
| =     | Charlie Mates        | Royaume-Uni          | Honda        | 1      | 0         |